# Gad
För andra betydelser, se Gad (olika betydelser).
Gad var Jakobs förste son med bihustrun Silpa och sjunde totalt. Han namngavs av Lea, namnet betyder lycka. Han var en av grundarna av Israels tolv stammar.